# Simon Napier-Bell
Simon Robert Napier-Bell (Londres, 22 de abril de 1939) es un productor discográfico, autor, compositor y periodista británico, reconocido por haber sido el representante de artistas y bandas como The Yardbirds, John's Children, Marc Bolan, Sinead O'Connor, Japan, London, Ultravox, Boney M, Sinitta, Wham!, Blue Mercedes, Alsou y Candi Staton, entre otros.